# 新千載和歌集
『新千載和歌集』（しんせんざいわかしゅう）は、勅撰和歌集。20巻。二条為定撰。二十一代集の18番目にあたる。

## 概要
1356年（延文元年）6月11日、足利尊氏の執奏に基づき、後光厳天皇から綸旨が下る。奉行に三条実継、連署衆に二条為遠・二条為明・惟宗光之らが就いた。翌年『延文百首』として詠進されるも、1358年（延文3年）の尊氏の死により、選集が中止になりかけた。しかし、頓阿が足利義詮を説得して選集が続けられ、1359年（延文4年）4月28日に四季部奏覧、同年12月に全20巻が完成した。
歌数は2365首、序文はない。部立は、春上下、夏、秋上下、冬、離別、羇旅、神祇、恋一～五、雑上中下、哀傷、慶賀から成る。雑下に短歌として長歌・旋頭歌・折句歌・物名・俳諧歌などが収められており、『千載和歌集』巻18、『続千載和歌集』巻7の形式にならったものとされる。
収録歌は二条派や大覚寺統の人々の入集が多いが、京極派の歌人も優遇されている。この撰歌姿勢は、選者が二条派の二条為定であるのに対して、勅命は持明院統の後光厳天皇から発せられたためとされる。また、冷泉派や南朝の人々は冷遇され、武士の歌が多い特徴もある。収録歌の歌風は、全体的に伝統的で穏当優美、癖のない平明な歌風と評される。
『新千載和歌集』がこれ以降の和歌集に大きな影響を与えた痕跡はない。しかし、勅撰の発言権と選者の指名権が朝廷から幕府に移るきっかけを作った勅撰和歌集であった。